# Alloco
Cet article concerne le plat africain. Pour le peintre homonyme, voir Marcel Alocco.

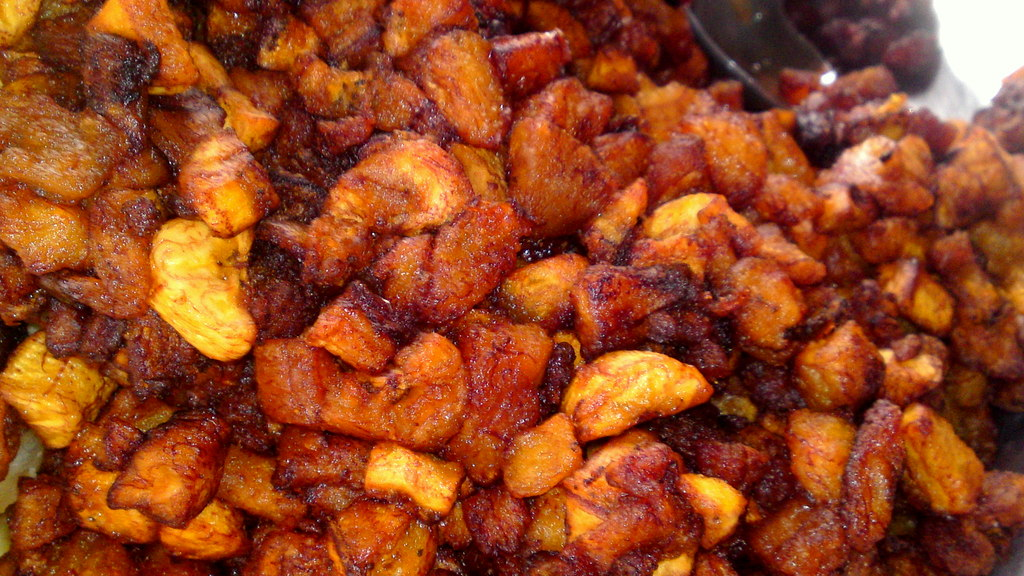
Alloco.

L'alloco, aloco ou encore aloko est l’appellation ivoirienne d’un plat traditionnel africain à base de bananes plantains. Dans d’autres régions d'Afrique, ce plat est encore appelé plantain frites ou Misolè (Msolè) (Cameroun), beignets (Gabon), dodo (Bénin) loco (Sénégal) et makemba (Congo).

## Étymologie
Étymologiquement, le nom « alloco » est issu de « manda alloco » ou « bahnan alloco », un terme baoulé et agni (peuples situés majoritairement au centre et à l'est de la Côte d'Ivoire) qui signifie « banane mûre » ou « banane sucrée ».

## Consommation traditionnelle et variantes

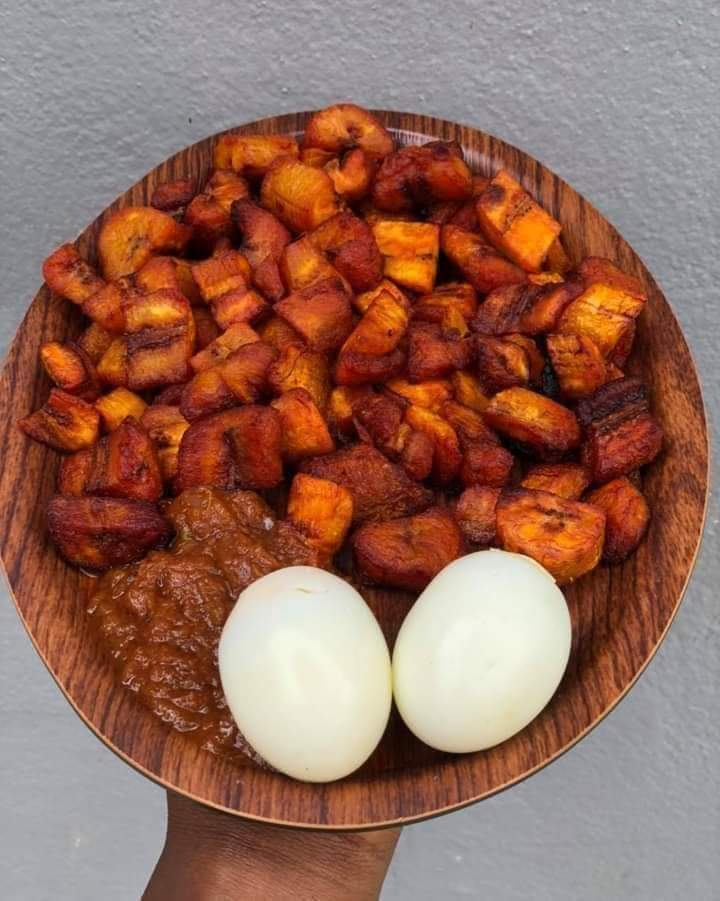
Plat d'alloco avec des oeufs durs

L'alloco est composé de bananes plantain frites dans de l'huile de palme ou de l'huile d'arachide, de colza ou même de tournesol. La coutume locale veut que l'on déguste ce mets accompagné de poisson frit en tant qu’en-cas, pour le goûter en fin d'après-midi, mais son utilisation comme légume d'accompagnement d'une viande en sauce, de poisson ou simplement d’œufs durs est de plus en plus répandue.  
En Côte d'Ivoire, la banane plantain est principalement frite dans l'huile de palme, en zones urbaines comme rurales. Son prix modique en fait une spécialité culinaire très populaire dans une large partie de l’Afrique.
Selon les préférences individuelles, on choisira des bananes tout juste mûres pour obtenir un alloco plutôt sec, et des bananes mûres (peau jaune et noire) pour déguster un alloco plus moelleux. Découpée dans la longueur, frite puis séchée, la banane plantain permet également d’obtenir des chips d’alloco. Lorsqu’elle est très mûre, c’est-à-dire molle au toucher et entièrement noire, la banane peut être écrasée dans un mortier et se voir adjoindre de la farine, des épices et des oignons avant d’être frite sous forme de boule afin d’en faire du claclo – l’appellation ivoirienne de beignets de plantain frits. Alloco comme claclo peuvent être réalisés avec de l'huile de palme. Enfin, tout comme le maïs et les fécules de manioc ou d’igname, la banane plantain peut servir de base à la préparation du foufou, une purée de légumes bouillis couramment consommée en Afrique de l'Ouest.